# 孤立黑洞

模擬在微引力透鏡下，天體測量的MOA-2011-BLG-191/OGLE-2011-BLG-0462動態。

孤立黑洞（英語：或Isolated black hole）是一個不受任何物體引力束縛的黑洞，它們在整個宇宙中能自由移動。由於黑洞不發光，因此探測黑洞的唯一方法是引力透鏡，或當它們摧毀物體時發生的X射線暴。

## 星系際孤立黑洞
這些是沒有宿主星系的黑洞，由兩個星系之間的碰撞或兩個黑洞的合併被破壞引起。據估計，在銀河系的邊緣可能有12個孤立超大質量黑洞。

## 星際流氓黑洞

### 例子
2022年1月，一組天文學家報告對孤立的恆星黑洞OGLE-2011-BLG-0462/MOA-2011-BLG-191進行了首次明確探測和質量測量。這是使用哈伯太空望遠鏡以及天體物理學中的微透鏡觀測（MOA）和光學引力透鏡實驗（OGLE）進行的。這個黑洞位於5,000 光年 之外，質量是太陽的7.1倍，移動速度約為45公里/秒。雖然還有其他候選人，但他們被發現的程度將更為間接。